# گینی

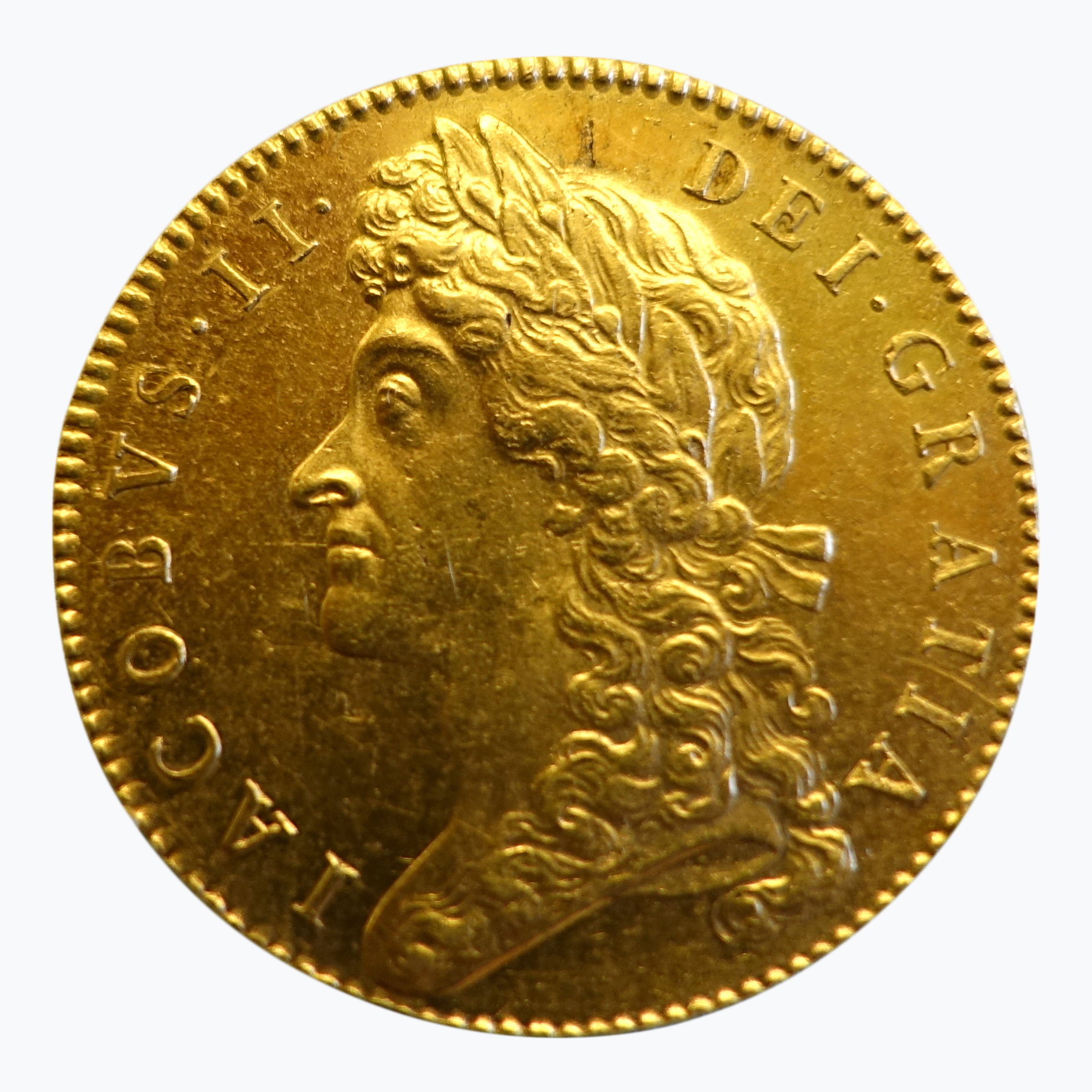
سکهٔ پنج گینی، جیمز دوم، بریتانیای کبیر، ۱۶۸۸

گینی (به انگلیسی: Guinea، ‎/ˈɡɪniː/‎؛ عموماً کوته‌نوشت به صورت gn.) سکه‌ای بود که در پادشاهی متحد بریتانیای کبیر و ایرلند میان ۱۶۶۳ و ۱۸۱۴ ضرب شد و حاوی تقریباً یک‌چهارم اونس طلا بود. نام این سکه از منطقهٔ گینه در غرب آفریقا گرفته شده‌است، جایی که خیلی از طلای مورد استفاده برای ساخت این سکه از آن تهیه می‌شد.